# Марк Юній Сілан (префект)
Марк Юній Сілан (*Marcus Iunius Silanus, бл. 230 до н. е. —196 до н. е.) — військовий діяч часів Римської республіки.

## Життєпис
Походив з роду нобілів Юніїв Сіланів. Син Марка Юнія Сілана, претора 212 року до н. е. Про молоді роки немає відомостей. Військову службу розпочав під орудою батька. Брав участь в останньому етапі Другої пунічної війни. У 196 році до н. е. служив префектом союзників в Цізальпійській Галлії під командуванням Марцелла; загинув у битві з гальським племенем бойїв.

## Родина
- Децим Юній Сілан